# NEMA (Chicago)
Pour les articles homonymes, voir NEMA.
Le NEMA (anciennement connu comme le 113 East Roosevelt et le One Grant Park) est un gratte-ciel de soixante-seize étages situé dans le centre de la ville de Chicago, dans l'État de l'Illinois, aux États-Unis. Il est le plus haut gratte-ciel de Chicago intégralement résidentiel et se trouve au 1210 South Indiana Avenue dans le secteur de Near South Side (juste au sud du secteur financier du Loop). Le bâtiment se trouve à l'angle sud-ouest de Grant Park et à proximité immédiate du Museum Campus et du lac Michigan.
Le bâtiment est également certifié « LEED Argent »,. En effet, le NEMA respecte les exigences requises dans les domaines d'aménagement du site, de la gestion efficace de l'eau, de l'utilisation d'énergie, de la sélection des matériaux, de la qualité de l'air intérieur et des éléments de conception.
L'architecture du NEMA évoque principalement le mouvement moderne et englobe des éléments du style international. Le bâtiment a été décrit par le magazine Chicago Curbed comme « Millennium Modern ».

## Présentation
La conception du gratte-ciel de 76 étages est composée de trois travées structurelles carrées de différentes hauteurs empilées. La section de base offre des vues vers le nord et l'est ; la section centrale, où se trouvent la plupart des unités résidentielles, offre des vues dans toutes les directions. La section supérieure commence par une grille de trois par trois et revient à une seule baie, permettant des terrasses privées sur le toit.
Le NEMA fut conçu par l'architecte Rafael Viñoly et développé par le promoteur immobilier Crescent Heights. Il compte 800 appartements et s'élève à 896 pieds de hauteur (273,1 mètres), ce qui en fait l'immeuble d'appartements locatifs le plus haut de la ville devant le One Museum Park et le 1000M,,. En 2024, le NEMA est le 10e plus haut gratte-ciel de Chicago et le 41e plus haut bâtiment des États-Unis. Il s'agit du plus haut immeuble résidentiel entièrement locatif de la ville.
Le bâtiment constitue la première phase d'un vaste projet de développement qui s'échelonne en trois phases et qui comprendra d'ici quelques années la construction d'une structure encore plus haute de 648 unités (deuxième phase) et le développement de maisons d'habitation en rangée (100 unités) avec un parc public (troisième phase),. L'intérieur du NEMA fut conçu par le designer et architecte américain David Rockwell.

## Historique
Malgré la crise économique mondiale de 2007-2008 et le ralentissement du marché de l'immobilier qui en a résulté, Gerald Fogelson, coprésident et directeur général de Central Station Development Corp., avait demandé l'approbation de la ville pour la construction d'une tour de 73 étages appelée « Grant Park Tower III » au 113 East Roosevelt. Il était également prévu de commencer les ventes de préconstruction de la Grant Park Tower IV de 83 étages à l'angle de Michigan Avenue et Roosevelt Road en 2009.
En 2012, le promoteur Crescent Heights Development a acquis les biens immobiliers pour 29,5 millions de dollars destinés à la construction. Le 22 septembre 2015, le projet a été présenté lors d'une réunion publique. Le 19 novembre 2015, la Commission du plan de Chicago (Chicago Plan Commission) a approuvé la développement du projet, avec l'approbation du conseil municipal de Chicago, lors d'une réunion qui a également abouti à la délivrance du permis de construction du St. Regis Chicago.
Le NEMA est situé sur un site d'environ 1 acre (soit 4 047 m2) autrefois utilisé par la compagnie de chemin de fer de l'Illinois Central Railroad. Au cours des années 1960, le site comprenait des voies ferrées affectées au transport de marchandises. Le 4 janvier 2017, le nom du bâtiment a été changé en « One Grant Park » après l'annonce d'un prêt de financement de 203 millions de dollars pour l'immeuble résidentiel de luxe de 792 unités, 829 pieds et 76 étages,.
En 2018, le nom du bâtiment a de nouveau été changé pour « NEMA », une contraction de « New Market ». Au cours du deuxième trimestre 2019, les premiers locataires ont commencé à s'y installer. À la mi-2019, le promoteur Crescent Heights a de nouveau financé ses prêts de construction initiaux auprès de KKR Real Estate Finance Trust afin de réduire ses taux d'intérêt d'environ 80 points de base. À cette époque, 35 % des appartements étaient loués.

## Architecture

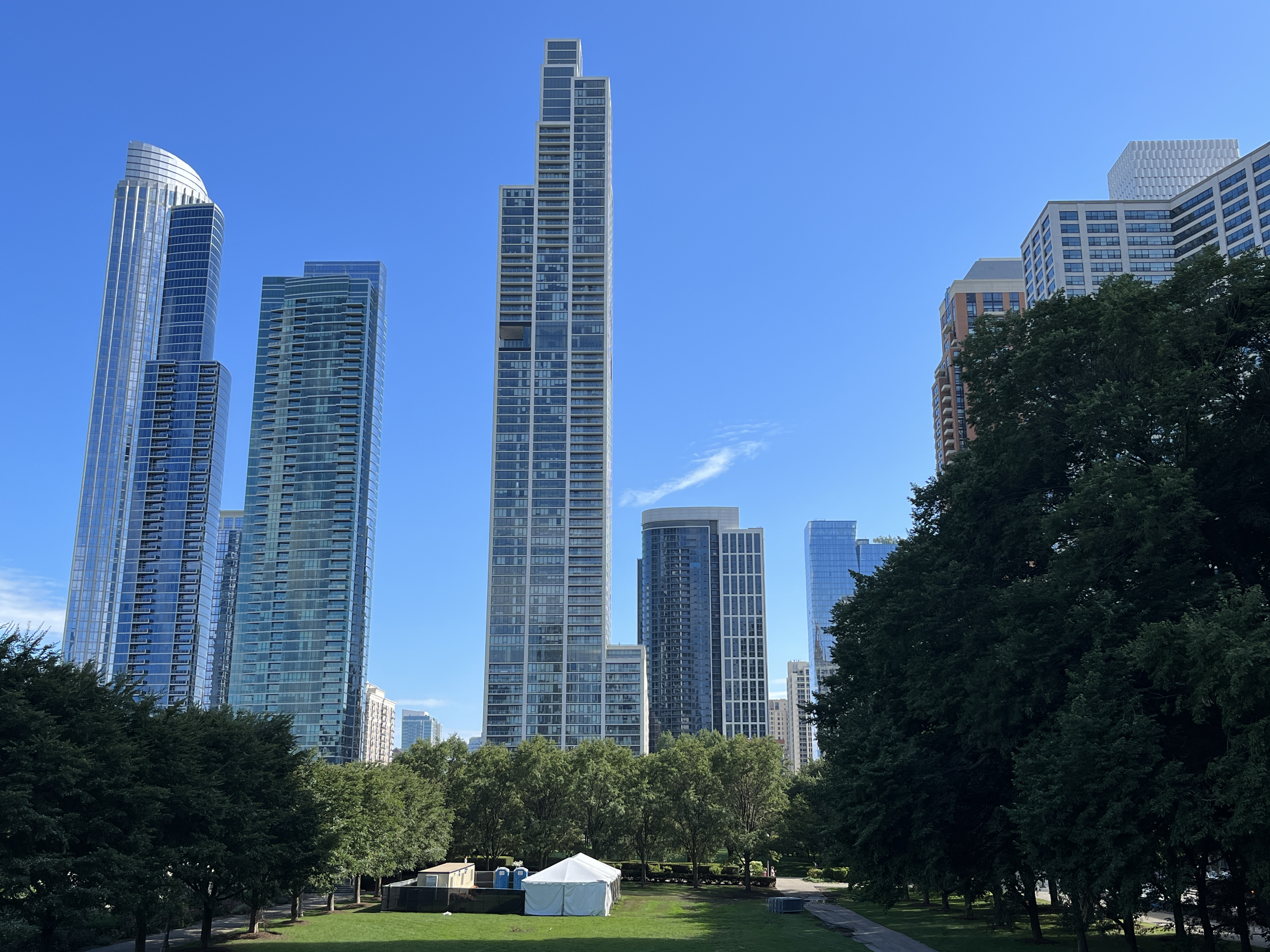
Le NEMA (au centre) vu depuis les jardins de Grant Park.

Le bâtiment a été dessiné par Rafael Viñoly, l'architecte du 432 Park Avenue dans l'arrondissement de Manhattan à New York, une tour d'habitation de forme carrée de 426 mètres de haut conçue pour les milliardaires. La conception du NEMA comporte des éléments architecturaux tels que des travées structurelles carrées de différentes hauteurs empilées rendant hommage à la Willis Tower (appelée « Sears Tower » jusqu'en 2009), plus haut gratte-ciel du monde de 1973 à 1998 et des États-Unis jusqu'en 2013. Semblable à cette dernière, le NEMA utilise une configuration de « tubes groupés », composée de neuf tubes d'acier imbriqués comme système de charpente et de murs en béton s'étendant jusqu'aux colonnes périmétriques pour la protection contre le vent.
Rafael Viñoly a travaillé avec la Commission du plan de Chicago, une branche de l'administration municipale de Chicago, pour modifier le plan directeur local et respecter le front de mer du lac Michigan. À la suite de la présentation initiale du projet à la Commission, Rafael Viñoly a modifié la conception originale de la tour en forme de tube pour créer une relation plus harmonieuse avec l'horizon de la ville existante. Plutôt que d'être définis par un style visuel, les bâtiments de Rafael Viñoly se distinguent par l'assemblage logique et minutieux des éléments de construction qui aboutissent à des solutions architecturales innovantes. Le résultat visuel de cette approche est souvent une apparence directe, épurée et rationnelle qui fait écho au meilleur de l'École d'architecture de Chicago. La conception en étapes finales du NEMA est contextuellement appropriée et permet une plus grande diversité de tailles et d'agencements de copropriétés.
À ce jour, le bâtiment constitue la plus haute tour intégralement résidentielle de la ville. Il est également le plus haut bâtiment du secteur de Near South Side et de Downtown Chicago (en dehors du Loop et de Near North Side). À son achèvement, le NEMA a détrôné sa voisine, le One Museum Park (221 mètres), en tant que plus haute tour résidentielle.
En janvier 2021, le NEMA a remporté à la fois le prix d'excellence et le prix du public du « Meilleur bâtiment de grande hauteur des Amériques » (« Award of Excellence and the Best Tall Building Americas Audience Award ») décerné par l'organisation internationale Council on Tall Buildings and Urban Habitat (CTBUH) dans la catégorie « Meilleur bâtiment de grande hauteur de 200 à 299 mètres » (« Best Tall Building 200–299 meters »),.
Le bâtiment dispose de 6 503,213 mètres carrés d'équipements, dont une plate-forme d'observation extérieure offrant une vue imprenable sur l'ensemble de Grant Park et sur le lac Michigan, un espace de travail commun, un centre de remise en forme et un spa avec terrains de basket-ball et de squash, une salle de yoga et un ring de boxe de taille réglementaire, une piscine intérieure/extérieure, une salle de jeux et de divertissements pour les enfants, et une salle de bal privée.